# Араш
Араш Лабаф (на персийски: آرش لباف), известен само като Араш (Arash), е ирански певец, танцьор, актьор и продуцент, живеещ в Малмьо, Швеция.

## Биография
Араш израства в Техеран, столицата на Иран. Когато е на 10 години, се преселва заедно със семейството си в Упсала, Швеция, а 5 години по-късно се местят в Малмьо.
Дебютният му албум Arash е издаден през юни 2005 година от Warner Brothers Music. Синглите му Boro Boro (в превод „Махай се“) и Temptation (в дует с Ребека Задиг) се издигат в топ класациите в Европа, а видеоклиповете към тях се излъчват по повече от 20 издания на MTV в различни държави. Освен това Араш записва с „Блестящие“ песен на руски, наречена „Восточные сказки“, която е версия на Temptation.
Достига топ класациите в Полша, Сърбия, Унгария, Русия, Азербайджан, Грузия, Украйна, Таджикистан, Израел, Гърция, България, Турция, Швеция, Словакия, Казахстан, Узбекистан и Чехия.
DJ Aligator (също от персийски произход) се появява като продуцент и рапър в клипа на Араш към Music Is My Language.
В албума си Crossfade от 2006 г. Араш, DJ Aligator и Шахкар Бинешпаджо написват песен за националния отбор по футбол на Иран по случай участието им в Световното първенство по футбол през 2006 г.
През март 2008 г. Араш издава своя 3-ти албум, наречен Donya. В него фигурира едноименният сингъл Donya, който е повлиян от стиловете реге/денсхол и е създаден в сътрудничество с Шаги.
През 2009 г. с азербайджанската певица Айсел представя Азербайджан в Евровизия 2009. С песента си Always заемат 3-то място с 207 точки.
Той записва и 5 песни с Хелена Йозефсон – Arash, Pure love, Broken Angel, One Day и Dooset Daram. Сегашният мениджър на Араш е Хенрик Улман, бивш служител на Warner Music, а в САЩ музикантът е представян от Майар Зокаей.
Араш се жени за дългогодишната си годеница, Бехназ Ансари, в Дубай през май 2011 година.

## Дискография

### Студийни албуми
- Arash (2005)
- Crossfade (The Remix Album) (2006)
- Donya (2008)
- Superman (2014)

### Сингли
- Boro Boro (2004)
- Tike Tike Kardi (2005)
- Temptation (с участието на Rebecca) (2005)
- Music Is My Language (с участието на DJ Aligator) (2006)
- Chori Chori (с участието на Aneela) (2006)
- Iran Iran (2006)
- Yalla (2007)
- Suddenly (с участието на Rebecca) (2008)
- Donya (с участието на Shaggy) (2008)
- Behnaz (2009)
- Baskon (с участието на Timbuktu) (2009)
- Kandi (с участието на Lumidee) (2009)
- Près de toi (Suddenly) (Najim с участието на Arash and Rebecca) (2009)
- Pure Love (с участието на Helena) (2009)
- Always (with AySel) (2009)
- Dasa Bala (с участието на Timbuktu, Aylar, YAG) (2010)
- Glorious (2010)
- Broken Angel (с участието на Helena) (2010)
- Melody (2011)
- She Makes Me Go (с участието на Sean Paul) (2013)
- One Day (с участието на Helena) (2014)
- Sex Love Rock n Roll (SLR) (с участието на T-Pain) (2014)
- OMG (с участието на Снуп Дог) (2016)
- Se Fue (с участието на Mohombi) (2017)
- Dooset Daram (с участието наHelena) (2018)